# Archidiocèse de Porto Velho
L'archidiocèse de Porto Velho (en latin, Archidioecesis Portus Veteris) est une circonscription ecclésiastique de l'Église catholique au Brésil.
Son siège se situe dans la ville de Porto Velho, capitale de l'État du Rondônia.
Son archevêque est depuis 2015 Roque Paloschi (pt).